# 1985-ös kupagyőztesek Európa-kupája-döntő
Az 1985-ös kupagyőztesek Európa-kupája-döntőben, a KEK 25. döntőjében az angol Everton, és az osztrák Rapid Wien mérkőzött Rotterdamban. A mérkőzést az Everton nyerte 3–1-re.
Az angol csapat részt vehetett volna az 1985-ös UEFA-szuperkupa döntőjében, azonban az 1985-ös BEK-döntő előtt történt tragédia következményeként az UEFA 5 évre eltiltotta az angol csapatokat az európai kupaszerepléstől, ezért a szuperkupa-döntőt sem rendezték meg.

## A mérkőzés
| 1985. május 15. 20:15 |

| Everton                        | 3–1   | Rapid Wien |
| ------------------------------ | ----- | ---------- |
| Gray 57' Steven 72' Sheedy 85' | (0–0) | Krankl 83' |

| Feijenoord Stadion, Rotterdam Nézőszám: 38 500 Játékvezető: Paolo Casarin (olasz) |

| EVERTON:       |    |                   |
|                |    |                   |
| GK             | 1  | Neville Southall  |
| RB             | 2  | Gary Stevens      |
| LB             | 3  | Pat Van Den Hauwe |
| CB             | 4  | Kevin Ratcliffe   |
| CB             | 5  | Derek Mountfield  |
| CM             | 6  | Peter Reid        |
| RM             | 7  | Trevor Steven     |
| FW             | 8  | Graeme Sharp      |
| FW             | 9  | Andy Gray         |
| CM             | 10 | Paul Bracewell    |
| LM             | 11 | Kevin Sheedy      |
| Vezetőedző:    |    |                   |
| Howard Kendall |    |                   |

| SK RAPID WIEN: |    |                  |  |            |
|                |    |                  |  |            |
| GK             | 1  | Michael Konsel   |  |            |
| DF             | 2  | Leo Lainer       |  |            |
| DF             | 3  | Kurt Garger      |  |            |
| DF             | 4  | Karl Brauneder   |  |            |
| DF             | 5  | Heribert Weber   |  |            |
| MF             | 6  | Reinhard Kienast |  |            |
| MF             | 7  | Zlatko Kranjčar  |  |            |
| MF             | 8  | Peter Hrstic     |  |            |
| FW             | 9  | Hans Krankl      |  |            |
| MF             | 10 | Rudolf Weinhofer |  | lecserélve |
| FW             | 11 | Peter Pacult     |  | lecserélve |
| Cserék:        |    |                  |  |            |
| MF             | 13 | Antonín Panenka  |  | becserélve |
| FW             | 15 | Johann Gröss     |  | becserélve |
| Vezetőedző:    |    |                  |  |            |
| Otto Barić     |    |                  |  |            |

| Az 1984–1985-ös kupagyőztesek Európa-kupája győztese |
| ---------------------------------------------------- |
| Everton 1. cím                                       |